# Carmel Quinn
Carmel Quinn (Dublino, 31 luglio 1925 – Leonia, 6 marzo 2021) è stata una cantante e attrice irlandese naturalizzata statunitense.
La sua musica fu introdotta alla radio e nella tv americana da Arthur Godfrey, noto speaker e talent scout statunitense.

## Discografia

### Album
- 1955: Arthur Godfrey Presents Carmel Quinn
- 1956: Carmel Quinn's TV Party
- 1959: Carmel Quinn sings Old Irish-American Favorites
- 1960: Ireland's Greatest Traditional Songs
- 1962: Wonderful World Of My Dreams
- 1965: Patrick Muldoon And His Magic Balloon
- 1965: It's The Irish In Me
- 1965: The Versatile Carmel Quinn
- 1970: At Carnegie Hall
- 1972: Carmel Quinn At Diamond Jims
- 1973: The Charm Of Carmel Quinn
- 1988: Live In Concert
- 2001: Carmel Quinn's Ireland (ristampa)

### Raccolte
- Carmel Quinn with love
- Re-Issued By Request
- What a Wonderful World
- Wait 'Til I Tell You

## Televisione
- 1949: Arthur Godfrey and His Friends
- 1957: Art Ford's Greenwich Village Party
- 1957: Arthur Godfrey Time
- 1957: The Pat Boone-Chevy Showroom
- 1958: I've Got a Secret
- 1959: Tonight Starring Jack Paar
- 1961: The Mike Douglas Show
- 1962: Password
- 1962: The Tonight Show
- 1963: Candid Camera
- 1963: The Tonight Show Starring Johnny Carson
- 1964: Toast of the Town
- 1964: The Les Crane Show
- 1964: The Jimmy Dean Show
- 1965: ABC's Nightlife
- 1965: What's This Song?
- 1968: The Skitch Henderson Show
- 1970: The Virginia Graham Show
- 1970: The David Frost Show
- 1972: The Bob Braun Show
- 1972: Good Morning America
- 1978: The Joe Franklin Show